# 麦迪逊·多尔
麦迪逊·多尔（英語：Madison Doar，1999年6月29日—），新西兰女子曲棍球运动员，场上位置是前锋。她曾代表新西兰国家队参加2018年英联邦运动会曲棍球比赛，获得一枚金牌。